# Малиновка (Суворовский район)
Малиновка — деревня в Суворовском районе Тульской области России. 
В рамках административно-территориального устройства относится к Богдановской сельской территории Суворовского района, в рамках организации местного самоуправления входит в Юго-Восточное сельское поселение.

## География
Расположена в 66 км к западу от центра города Тулы и в 18 км к северо-востоку от города Суворов.

## История
В 1961 году указом Президиума Верховного Совета РСФСР деревня Плешково переименована в Малиновка.

## Население
| 2010 |
| ---- |
| 63   |